# Pascual Donat
Pascual Donat Llopis (Onteniente, Valencia, España, 4 de abril de 1968) es un exfutbolista español que se desempeñaba como defensa. Fue delegado del Villarreal Club de Fútbol hasta 2018.

## Clubes
| Club             | País   | Año       |
| ---------------- | ------ | --------- |
| Sevilla F. C.    | España | 1987-1992 |
| Villarreal C. F. | España | 1992-2000 |
| C. D. Burriana   | España | 2000-2001 |
| C. D. Alcoyano   | España | 2004-2005 |